# 余小勤
余小勤（1968年1月—），云南福贡人，怒族，无党派人士。中华人民共和国政治人物、第十三届全国人民代表大会云南省代表。

## 生平
2018年，余小勤被选为云南省出席第十三届全国人民代表大会代表。